# IC 1304
IC 1304 — галактика типу NF (в процесі підтвердження) у сузір'ї Либідь.
Цей об'єкт міститься в оригінальній редакції індексного каталогу.